# Kościół katolicki na Wyspach Salomona

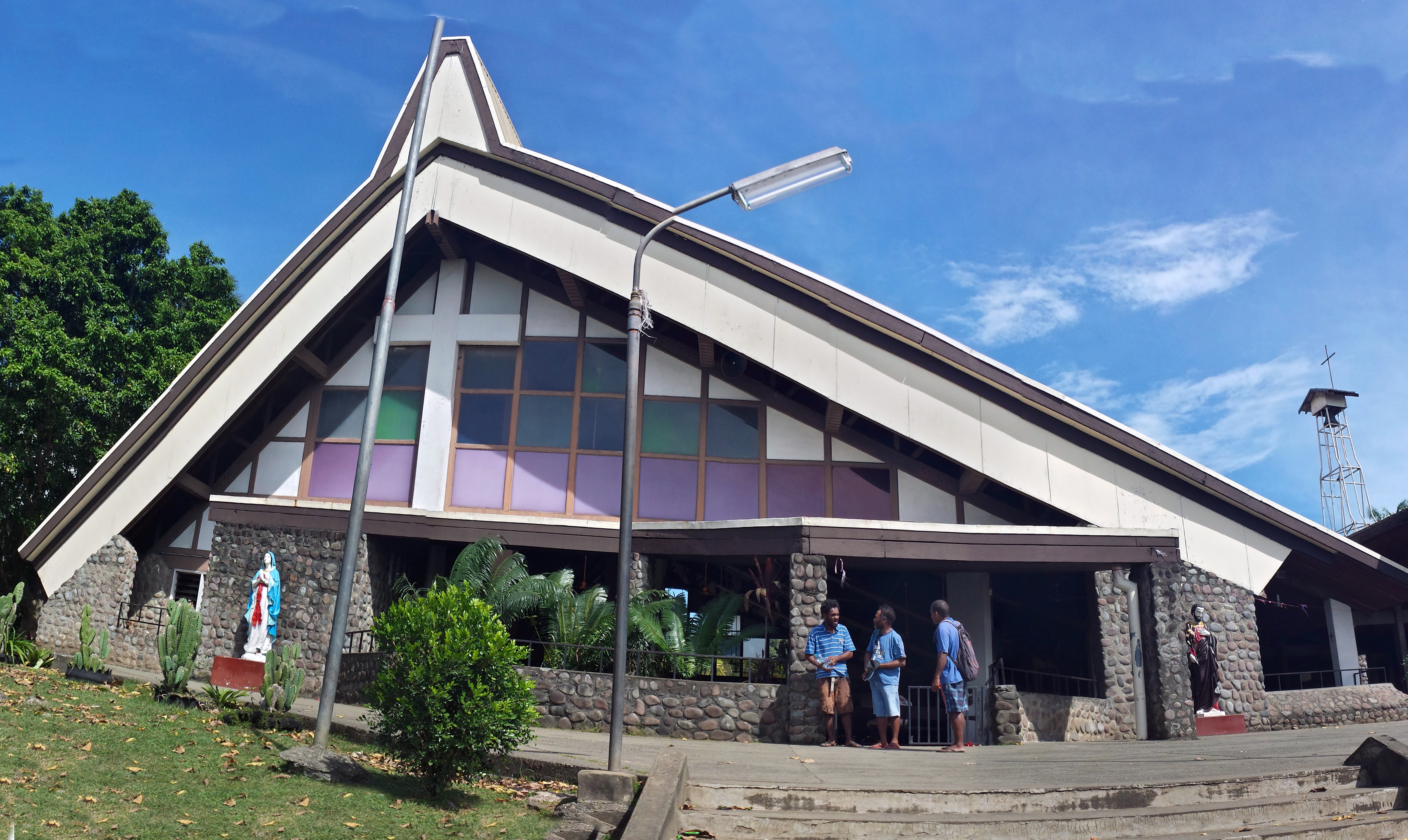
Katedra krzyża świętego w Honiarze

 Kościół katolicki na Wyspach Salomona (ang. Catholic Church in Solomon Islands) – część Kościoła katolickiego na całym świecie, pod duchowym przywództwem papieża w Rzymie. Ewangelizacja katolicka archipelagu wysp Salomona w XIX w. była w większym w stopniu w rękach Ojców Marystów.